# 藤本統紀子
藤本 統紀子（ふじもと ときこ、1935年〈昭和10年〉2月11日 - ）は、日本のタレント、エッセイスト。作家・藤本義一の妻。義一との間に2女があり、次女はアーティストのフジモト芽子(まいこ)。

## 人物
兵庫県神戸市須磨区生まれ。小学二年から商社マンだった父の赴任先、蒙古張家口で育つ。終戦後引き揚げ、父が故郷・広島県尾道市で事業を始めたため、中学一年から高校卒業まで尾道に住んだ。
広島県立尾道北高校を経て大阪女子大学（現・大阪府立大学）英文科に進学。高校、大学と演劇部に所属し、当時大阪府立大学の演劇部だった藤本義一と知り合う。
大学卒業後、スポーツニッポンの文化部記者として二年間勤務。藤本と結婚後退社。以降長らく専業主婦であったが、この間姑の自殺などを経験した。
1982年頃から執筆活動を開始。また近畿を中心に多くのテレビ、ラジオやCMにも出演。ワイドショーや料理番組の司会もした（まわる!まわる!クッキング）。また多数のエッセイを著した。近年はマスメディアの出演は少ないが、シャンソン歌手としてライブなども行っている。

## 主な書籍
- 娘は相棒（1982年1月、学習研究社）
- 『胸を張って生きなさい : 娘に贈る私の前向き人生』主婦の友社、1983年8月31日。
- 女30代しなやかに生きる（1985年7月、学習研究社）
- キモチをカタチで伝えるマナー・レシピ、南かおり共著（2001年5月、同朋舎）
- 魅力的な大人の女になる本、南かおり共著（2004年7月、同朋舎）

## 出演

### テレビ番組
- まわる!まわる!クッキング（毎日放送）
- 花の新婚!カンピューター作戦（関西テレビ）

### ラジオ番組
- 悩みの相談室（ラジオ大阪）

### CM
- ハウス食品「ほんとうふ」
- 宇治森徳
- 今村白蟻研究所
- 阪本漢方薬局